# Factoría Inglesa (Oporto)
La Factoría Inglesa (en portugués: Feitoria Inglesa) es un edificio situado en la calle del Infante Dom Henrique en la ciudad de Oporto, en Portugal. Está incluido dentro del conjunto del Centro Histórico de Oporto, clasificado como Patrimonio de la Humanidad por la UNESCO en 1996.
Este edificio es un excelente testimonio de la alianza luso-británica y del peso de la comunidad británica en la ciudad, dedicada, sobre todo, al comercio del Vino de Oporto.
La factoría inglesa más antigua del norte de Portugal, datada del siglo XVI, estaba situada en Viana do Castelo. El primer reglamento de la Factory House of Oporto surgió en 1727. Construida entre 1785 y 1790, de acuerdo con un proyecto del cónsul inglés John Whitehead, la Factoría Inglesa está inspirada en el estilo palladianismo inglés, siendo la única Factory House que sobrevivió hasta la actualidad de las muchas que existían por todo el mundo.
La fachada principal presenta un aspecto neoclasicista, distribuyéndose en cuatro pisos. La planta baja está formada por siete arcos que dan acceso a una galería exterior ya la entrada del edificio. El piso principal está formado por altas ventanas con balcones y frontones. Estos son curvos en las ventanas de los extremos y triangulares a las del medio. La fachada está rematada con una platabanda decorada con balaustres y guirnaldas.
En el interior, cabe destacar la escalinata con la respectiva claraboya, el salón de baile y la monumental cocina. El segundo y el cuarto piso, concebidos bajo la forma de entresuelos, tienen ventanas de dimensiones reducidas. Situada en el último piso, la cocina aún conserva todo el equipamiento original y la vajilla primitiva. La Factoría Inglesa dispone, todavía, de una vasta biblioteca y un conjunto de bienes notable, como mobiliario Chippendale, porcelanas y Fayenza de calidad.
Otros símbolos de la presencia británica en Oporto son el Oporto Cricket and Lawn Tennis Club, fundado en 1855, y el Oporto British School que, fundada en 1894, es la escuela de estilo británico más antigua en el continente europeo.